# Vi
A vi egy képernyő orientált szövegszerkesztő, melyet Bill Joy írt 1976-ban egy korai BSD kiadáshoz. Gyakorlatilag valamennyi Unix-szerű operációs rendszerben megtalálható.
A vi név az angol visual szó rövidítéséből származik, kiejtése ví-áj.
A vi jelenlegi változatai többnyire szabad- és nyílt forráskódú szoftverek.

## Működése
A vi használata során különféle üzemmódokban működik. A beviteli üzemmód során lehet az adott dokumentumba beírni a kívánt szöveget. Parancs üzemmódban az egyes billentyűk nem a nekik megfelelő karaktert jelenítik meg, hanem parancsként működnek, pl. az i lenyomásával lehet parancs üzemmódból beviteli üzemmódba váltani, vagy az x segítségével törölhető a kurzor alatti karakter.
Sok parancs esetében a parancs előtt beütött szám megadja, hányszor kell az adott feladatot végrehajtani, így az 5x lenyomásával egyszerre öt karakter törölhető.
A vi magában foglalja az ex sorszerkesztőt is, aminek parancsait a : leütésével, majd magának az utasításnak a begépelésével lehet elérni (a vi parancs üzemmódjából).

## Fontosabb parancsai
A vi parancsai parancs üzemmódban adhatók ki. Ha a szerkesztő beviteli módban van, az Esc lenyomásával lehet ismét parancsmódba kapcsolni. A fontosabb parancsok a következők:

### Kurzormozgató parancsok
| h j k l | A kurzor mozgatása sorrendben: balra, le, fel, jobbra. |
| w W b B | Előreugrás (w és W) vagy hátraugrás (b és B) szavanként. A w és b minden nem-alfanumerikus jelet szóhatárnak tekint; a W és B csak a white space karaktereket. |
| } {     | Ugrás az aktuális vagy előző paragrafus végére |
| ) (     | Ugrás az aktuális vagy előző mondat végére |

Ezen mozgási parancsok legtöbbje számlálóval is használható: pl. a 7j parancs hét karakternyit lép jobbra.
| G | A megadott sorra ugrik, pl. a "100G" a századik sorra. Ha nem adunk meg számot, az utolsó sorra ugrik. |
| ^ | Az adott sor első nem-üres karakterére ugrik                                                           |
| $ | Az adott sor végére ugrik                                                                              |
| 0 | Az adott sor elejére ugrik                                                                             |

### Váltás beviteli módba
Az alábbi parancsok a megfelelő helyre ugranak, majd beviteli módba váltanak át:
| a | Bevitel a kurzor utáni pozícióba                      |
| A | Bevitel az aktuális sor végére                        |
| i | Beszúrás a kurzor előtti pozícióba                    |
| I | Beszúrás az aktuális sor elejére                      |
| o | Üres sor beszúrása és bevitel a kurzor alatti sorban  |
| O | Üres sor beszúrása és bevitel a kurzor feletti sorban |

### Törlés
| x vagy dl | A kurzor alatti karakter törlése        |
| X vagy dh | A kurzortól balra lévő karakter törlése |
| dw        | Szó törlése                             |
| dd        | Sor törlése                             |
| D vagy d$ | Sor törlése a kurzortól a sor végéig    |
| dG        | Törlés a kurzortól a fájl végéig        |

### Mentés, kilépés
| :w          | A fájl mentése           |
| :w név      | A fájl mentése név néven |
| :q          | Kilépés mentés nélkül    |
| :wq vagy ZZ | Kilépés mentéssel        |

## A vi-on alapuló más szövegszerkesztők

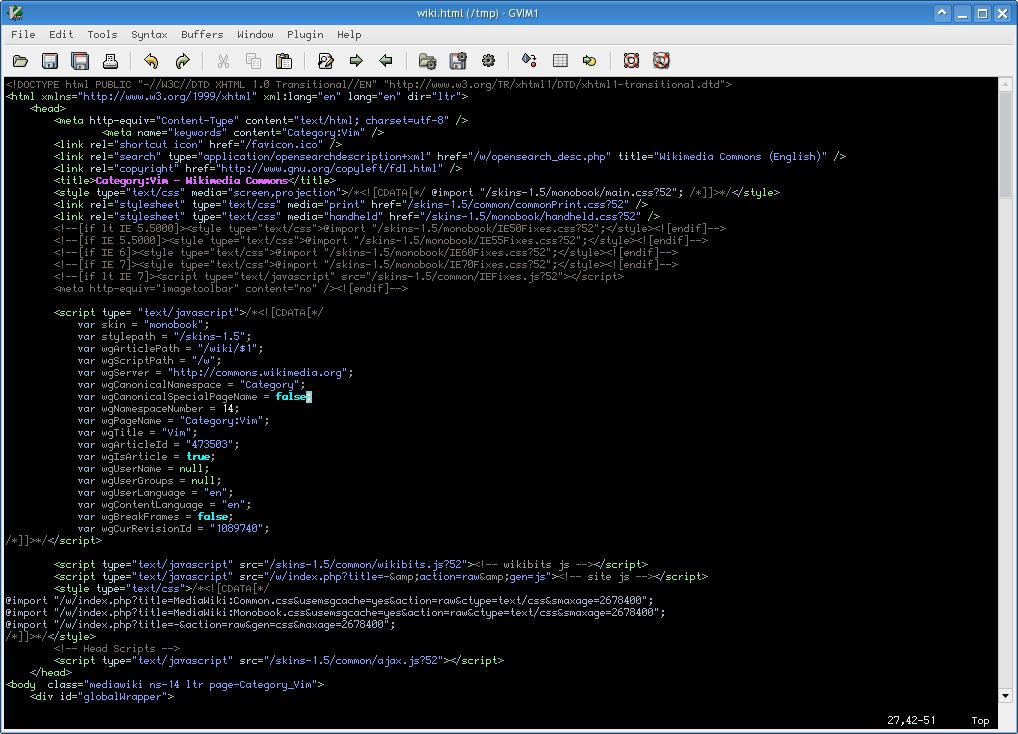
A Vim grafikus változata

- nvi: az ex/vi azon változata, amely része volt a 4.4BSD terjesztésnek. Ez a verzió található meg az összes mai nyílt forráskódú BSD-alapú operációs rendszerben.
- Vim ("Vi IMproved"): a vi rengeteg funkcióval kibővített változata, amely többek között grafikus felülettel is rendelkezik. Szinte minden modern Linux disztribúcióban a vi ezen verziója található meg.
- bvi ("Binary VI") a vi-on alapuló alkalmazás bináris állományok szerkesztésére